# Jaltomata
Jaltomata es un género de plantas en la familia de las Solanáceas con 55 especies descritas y de estas, solo 26 aceptadas que se distribuyen por las regiones neotropicales.

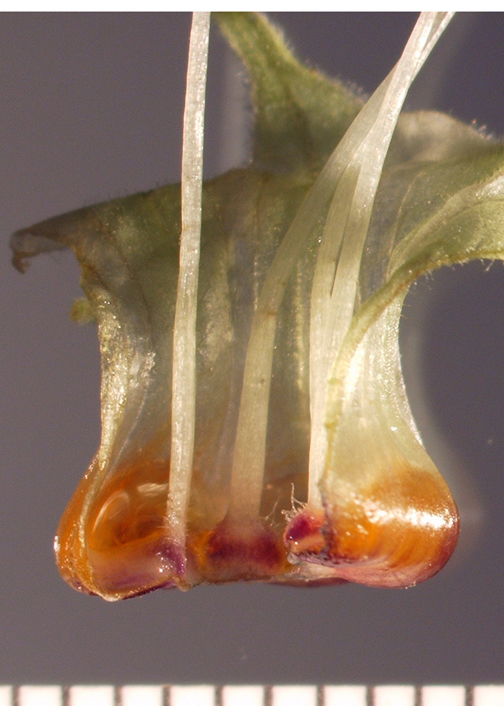
Jaltomata sanchez-vegae

## Descripción
Son hierbas erectas o escandentes, que alcanzan un tamaño de hasta 2 m de alto, inermes, frecuentemente casi glabras, ramificadas; tallos a veces gruesos y huecos, a veces angulados, a veces con tricomas blancos al secarse. Hojas solitarias o en pares, simples, ovadas o elípticas, 5–10 cm de largo y 2–5 cm de ancho, pero a veces mucho más grandes, ápice acuminado, base atenuada u obtusa, enteras o sinuado-dentadas, casi glabras, envés a veces pubescente a lo largo de los nervios; pecíolos hasta 5 cm de largo, frecuentemente apareciendo alados. Inflorescencias umbelas solitarias en las dicotomías del tallo, pedúnculo hasta 4 cm de largo, mayormente delgado, pedicelos 2–15, 1 cm de largo, más largos en el fruto, las flores colgantes, actinomorfas, 5-meras; cáliz cupuliforme, ca 5 mm de largo, lobado hasta la 1/2 de su longitud, rápidamente partiéndose hasta cerca de la base, lobos ovados, agudos; corola subrotácea, reflexa, verde-amarillenta, frecuentemente con algunos puntos verdosos a lo largo de la costa, lobos deltoides, 10–15 mm de largo; filamentos insertados cerca de la base del tubo de la corola, delgados, glabros o pubescentes, anteras elipsoides, ca 2 mm de largo, las 2 tecas y el conectivo similares cuando frescos, conectivo encogido y antera plana cuando secos, exertas, dehiscencia longitudinal; ovario 2-locular, estilo excediendo a los estambres, estigma pequeño, capitado. Fruto una baya globosa, 8–12 mm de diámetro, negro-purpúrea, lustrosa, abrazada por el cáliz acrescente y patente; semillas numerosas, discoides, 1.5–4 mm de diámetro, amarillentas, con embrión enrollado.

## Taxonomía
El género fue descrito por Diederich Franz Leonhard von Schlechtendal y publicado en Index Seminum (Halle) 8. 1838. La especie tipo es: Brachistus stramoniifolius (Kunth) Miers.

## Especies seleccionadas
- Jaltomata antillana
- Jaltomata aspera
- Jaltomata auriculata
- Jaltomata bicolor
- Jaltomata biflora - tomatillo cimarrón del Perú[3]
- Jaltomata cajacayensis
- Jaltomata contorta
- Jaltomata herrerae
- Jaltomata procumbens - jaltomate de México[3]
- Jaltomata propinqua
- Jaltomata umbellata
- Jaltomata ventricosa
- Jaltomata viridiflora
- Jaltomata yacheri